# کاپل سول تاوو
کاپل سول تاوو (به ایتالیایی: Cappelle sul Tavo) یک کومونه در ایتالیا است که در استان پسکارا واقع شده‌است.

## خصوصیات
کاپل سول تاوو ۵٫۴۶ کیلومترمربع مساحت و ۳٬۸۳۵ نفر جمعیت دارد و ۱۲۲ متر بالاتر از سطح دریا واقع شده‌است.